# クリス・ローレンス (視覚効果)
クリストファー・コズモ・ローレンス（Christopher Cosmo Lawrence、クリス・ローレンス（Chris Lawrence））は、視覚効果スーパーバイザーである。
第7代準男爵サー・ヘンリー・ローレンスとその妻ペネロペ（旧姓Nunan）の間の長男として生まれる。2013年の映画『ゼロ・グラビティ』への貢献によりアカデミー賞視覚効果賞を受賞している。この他に2015年の『オデッセイ』、2018年の『プーと大人になった僕』、2020年の『ミッドナイト・スカイ』でもノミネートされている。

## 受賞とノミネート
| 賞               | 年   | 部門           | 作品                 | 結果       |
| ---------------- | ---- | -------------- | -------------------- | ---------- |
| アカデミー賞     | 2013 | 視覚効果賞     | ゼロ・グラビティ     | 受賞       |
| アカデミー賞     | 2015 | 視覚効果賞     | オデッセイ           | ノミネート |
| アカデミー賞     | 2018 | 視覚効果賞     | プーと大人になった僕 | ノミネート |
| アカデミー賞     | 2020 | 視覚効果賞     | ミッドナイト・スカイ | ノミネート |
| 英国アカデミー賞 | 2013 | 特殊視覚効果賞 | ゼロ・グラビティ     | 受賞       |
| 英国アカデミー賞 | 2015 | 特殊視覚効果賞 | オデッセイ           | ノミネート |
| 英国アカデミー賞 | 2020 | 特殊視覚効果賞 | ミッドナイト・スカイ | ノミネート |